# Spineda
Spineda (Spineda in dialetto locale) è un comune italiano di 602 abitanti della provincia di Cremona, in Lombardia.

## Storia
I primi documenti che menzionano Spineda risalgono al 1034 (permuta da parte di Ugo, figlio del Conte di Sabbioneta) e al 1084 (donazione di un terreno ai canonici di Cremona). Nel 1177 Federico Barbarossa conferma i diritti dell'abbazia benedettina di Leno su Spineda, che nel 1194 passò all'abbazia di San Benedetto in Polirone. 
Alla fine del XIII secolo il paese fu assoggettato al comune di Cremona e all'inizio del XV secolo, la zona subì scontri armati, dovuti all'espansione del ducato di Mantova. 
Durante la dominazione viscontea, Spineda subì l'occupazione veneziana dal 1427 al 1438. Durante la dominazione spagnola (1535-1713) il paese fu saccheggiato due volte (nel 1628 e nel 1702) dai lanzichenecchi.
Durante la Seconda guerra mondiale il comune fu oggetto di una rappresaglia nazifascista: alcune abitazioni vennero date alle fiamme e 58 residenti furono imprigionati.

### Simboli
Lo stemma è stato concesso con regio decreto dell'11 ottobre 1938.
Il gonfalone è costituito da un drappo rettangolare di bianco.

## Monumenti e luoghi d'interesse
- Chiesa di San Salvatore, costruita nel XIX secolo
- Villa Cavalcabò

## Società

### Evoluzione demografica
Abitanti censiti